# Нозерн-блот

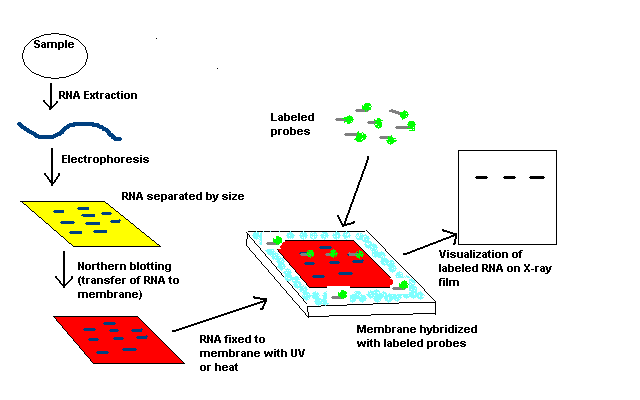
Общая схема метода

Нозерн-блот (англ. Northern blot) — метод исследования экспрессии генов путём тестирования молекул РНК (мРНК) и их фрагментов в образцах.
Метод Нозерн-блот был предложен в 1977 году сотрудниками Стэнфордского университета Джеймсом Олвайном, Дэвидом Кемпом и Джорджем Старком и назван по его аналогии с Саузерн-блот — первым из методов блоттинга, предложенным Эдвином Саузерном. Основным отличием метода Нозерн-блот от Саузерн-блот является то, что определяемым субстратом является не ДНК, а РНК. Это обуславливает различия в методике — вместо нитроцеллюлозного используется фильтр из диазобензилоксиметил-целлюлозы, в качестве зондов используют комплементарные молекулы ДНК и т. д.

## Нозерн-блоттинг протокол
Нозерн-блоттинг осуществляется в следующие этапы:
a. Разделение РНК на денатурирующем геле:
1. Подготовьте раствор геля для РНК, добавив формальдегид в агарозу.
2. Соберите форму для геля и залейте в неё денатурирующий гель. Вставьте гребень для формирования лунок.[3]
3. После застывания удалите гребень и уравновесьте гель в буферном растворе в течение 30 минут.
4. Смешайте 15 мкг образца РНК с загрузочным буфером для РНК; аналогично добавьте 3 мкг маркеров РНК.
5. Инкубируйте образцы при 65°C в течение 12-15 минут.[4]
6. Загрузите образцы и маркеры РНК в лунки геля.
7. Запустите электрофорез при 125 В в течение около 3 часов.[3]

b. Перенос РНК с геля на нейлоновую мембрану:
1. Вырежьте нейлоновую мембрану и фильтровальную бумагу большего размера, чем гель.
2. Удалите гель из резервуара после электрофореза и промойте водой.[5]
3. Поместите слегка большую прямоугольную губку в стеклянную посуду, наполовину погруженную в буфер SSC.[5]
4. Положите увлажненные бумаги Whatman 3мм на губку.
5. Поместите гель на фильтровальную бумагу, удаляя воздушные пузыри стеклянной пипеткой.[6]
6. Увлажните нейлоновую мембрану дистиллированной водой в течение 5 минут и поместите её на гель.
7. Добавьте буфер SSC и ещё несколько фильтровальных бумаг на мембрану.[7]
8. Поместите стеклянную пластину сверху и оставьте на ночь для эффективного переноса.

c. Иммобилизация:
1. Удалите гель и промойте его в буфере SSC, затем дайте высохнуть.
2. Поместите мембрану между фильтровальными бумагами и запеките в вакуумной печи при 80°C в течение 2 часов.
3. Альтернативно, оберните мембрану в УФ-прозрачную пластиковую пленку и облучайте на УФ-трансиллюминаторе.[8]

d. Гибридизация:
1. Метите ДНК или РНК зонды до специфической активности >108 dpm/µg и удалите неинкорпорированные нуклеотиды.
2. Увлажните мембрану в буфере SSC.[9]
3. Поместите мембрану в гибридизационную трубку РНК-стороной вверх и добавьте 1 мл формальдегидного раствора.
4. Инкубируйте трубку в гибридизационной печи при 42°C в течение 3 часов.[6]
5. Если используются двуцепочечные зонды, денатурируйте их, нагревая при 100°C в течение 10 минут.
6. Добавьте необходимый объем зонда в трубку и инкубируйте при 42°C.
7. Слейте раствор, промойте мембрану моющим раствором и наблюдайте под авторентгенографией.[5]